# Onze-Lieve-Vrouw van het Zandkerk
De Onze-Lieve-Vrouw van het Zandkerk (Frans: Église Notre-Dame-des-Sables) is een rooms-katholiek kerkgebouw in de tot het Franse departement Pas-de-Calais behorende gemeente Berck, en wel aan het Place de l'Église te Berck-Plage.
Het oorspronkelijke vissersdorp Berck kwam door duinvorming steeds meer landinwaarts te liggen en de mensen die aan de kust wonen hadden ook behoefte aan voorzieningen in de directe omgeving. Zo kwam er een marktplaats en een kerk. Deze hulpkerk van de Sint-Jan-de-Doperkerk van Berck werd in 1886 in gebruik genomen. De kerk kreeg een lengte van 33 meter en kon 1500 mensen bevatten. De kerk zou vooral gebruikt gaan worden door de zieken die te Berck werden verpleegd, en door de badgasten.
De kerk heeft een merkwaardige bouwstijl die weliswaar historiserend is, maar afwijkende stijlkenmerken kent. Hij bezit een rechtsvoorgebouwde toren. Bijzonder is het interieur: de overwelving en de scheibogen zijn geheel in hout uitgevoerd.
De schilderingen in het koor werden geschilderd door een jonge zieke, die Maria zou hebben zien verschijnen in de duinen van Berck. De kerk en de muurschilderingen in het koor werden in 1993 beschermd als monument historique.

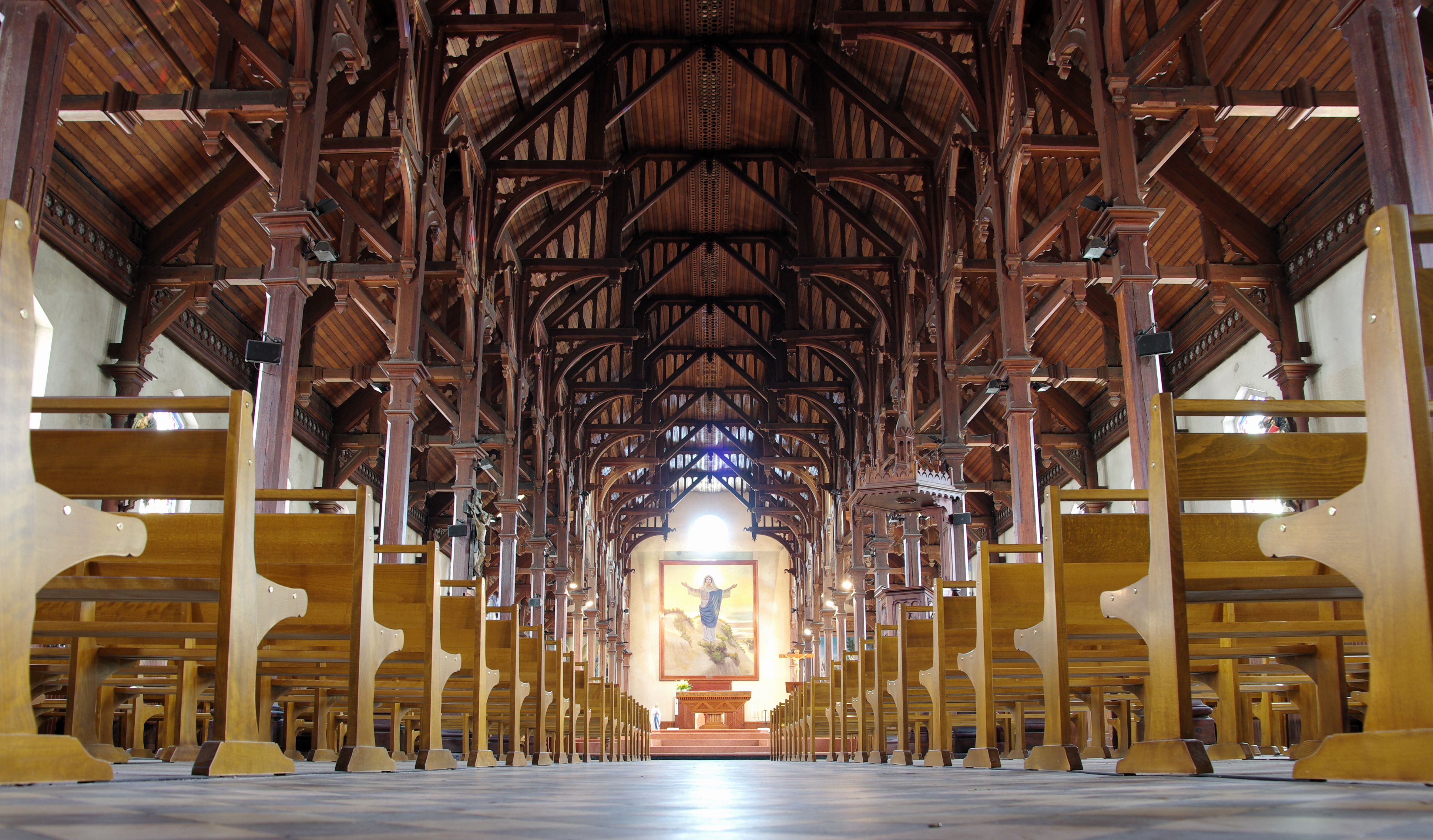
Interieur